# 古典論理
古典論理（こてんろんり、英: classical logic）は形式論理の部類で、最も研究され最も広く使われている論理である。標準論理（英: standard logic）とも呼ばれる。

## 特徴
以下に示す性質が特徴である:
1. 排中律の採用及び、二重否定の除去;
2. 無矛盾律と、矛盾からはいかなることも導ける（en:Principle of explosion）とすること（矛盾許容論理も参照）;
3. 帰結関係（論理的帰結を参照）の単調性（en:Monotonicity of entailment、単調写像を参照）と帰結関係の冪等性（en:Idempotency of entailment）;
4. 論理積の交換法則（en:Commutativity of conjunction）;
5. ド・モルガンの双対性: 全ての論理演算子はどれか他の演算子の双対である;

以上の諸条件からは、古典論理は命題論理と一階論理に必ずしも限られないが、普通はそれらに議論を限定する。

## 意味論
古典論理の非古典的意味に関して、古典論理の意図している意味論は、2値の意味論（en:Principle of bivalence（二値原理））である。しかし、代数的論理（en:Algebraic logic）の出現により、他の意味論を与えることもできることがあきらかになった。ブール値意味論（Boolean-valued semantics、en:Algebraic semantics (mathematical logic)を参照）（古典命題論理の）において、真理値は任意のブール代数（ブール束、en:Boolean algebra (structure)）の元である; 「真」は代数の最大元に対応し、「偽」は最小元に対応する（最大と最小も参照）。代数の他の元は「真」と「偽」以外の真理値に対応する（訳注: 多値論理の真理値のこと）。2値となるのは、他の元を持たないブール代数（en:Two-element Boolean algebra）のときのみである。

## 古典論理の例
- 命題論理
- ブール代数は(命題)論理の(再)形式化であって、ブール論理である
- 一階述語論理はゴットロープ・フレーゲの『概念記法』で顕された

- アリストテレスのオルガノンは、彼の三段論法の理論を示しており、その論理は判定（judgment）の形が制限されている: そこでは表明（assertion）は以下の4種類、「すべての P は Q である」「ある P は Q である」「すべての P は Q ではない」「ある P は Q ではない」のどれかの形をとる。これらの判定において、双対な2つの演算子のペア2つがあり、それぞれの演算子がもうひとつの否定であるという関係がなりたつ。これがアリストテレスが彼のen:Square of oppositionでまとめた関係である。アリストテレスは彼の系の正当化において、それらの法則が三段論法的フレームワークの範囲内の判定で表現できないにもかかわらず、排中律と無矛盾律を明示的に定式化した。（排中律#アリストテレス、無矛盾律#引用）

## 参照
1. ↑  Nicholas Bunnin; Jiyuan Yu (2004). The Blackwell dictionary of Western philosophy. Wiley-Blackwell. p. 266. ISBN 978-1-4051-0679-5
2. ↑  L. T. F. Gamut (1991). Logic, language, and meaning, Volume 1: Introduction to Logic. University of Chicago Press. pp. 156–157. ISBN 978-0-226-28085-1
3. ↑  Gabbay, Dov, (1994). 'Classical vs non-classical logic'. In D.M. Gabbay, C.J. Hogger, and J.A. Robinson, (Eds), Handbook of Logic in Artificial Intelligence and Logic Programming, volume 2, chapter 2.6. Oxford University Press.
4. ↑  Shapiro, Stewart (2000). Classical Logic. In Stanford Encyclopedia of Philosophy [Web]. Stanford: The Metaphysics Research Lab. Retrieved October 28, 2006, from http://plato.stanford.edu/entries/logic-classical/
5. ↑  Haack, Susan, (1996). Deviant Logic, Fuzzy Logic: Beyond the Formalism. Chicago: The University of Chicago Press.